# رنگ انگشتی

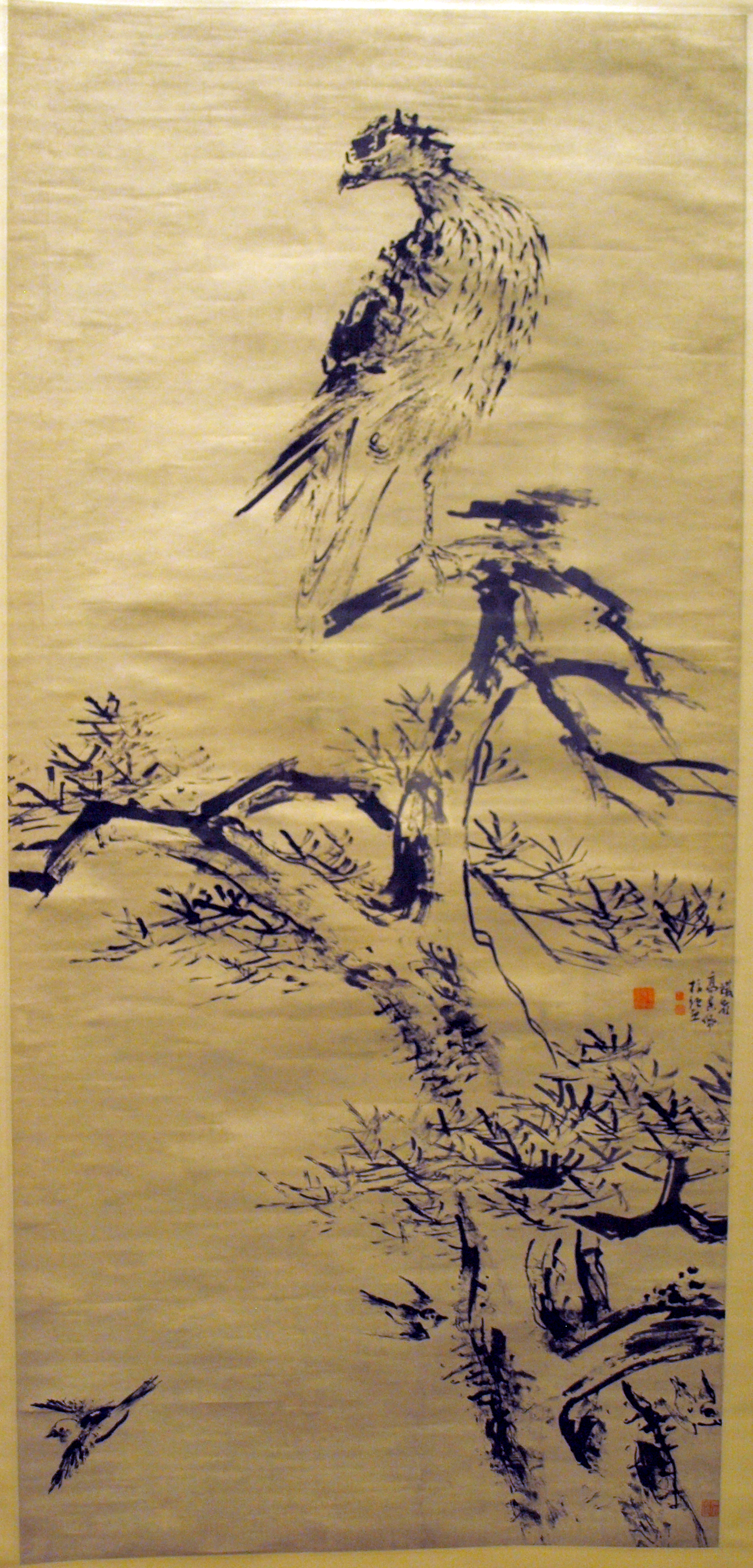
نقاشی طومار آویزان اثر گائو قیپی : نقاشی با انگشت عقاب و درختان کاج. در موزه شانگهای به نمایش گذاشته شده است.

رنگ انگشتی نوعی رنگ نقاشی است که هنگام نقاشی با انگشت استفاده می گردد. رنگ انگشتی معمولاً  توسط بچه‌های کوچک استفاده می‌شود، اما گاهی اوقات توسط بزرگسالان برای ایجاد اثر هنری یا برای آموزش هنر به کودکان نیز استفاده می‌شود.

## رنگ انگشتی برای آموزش و درمان
برای اولین بار، نقاشی با انگشت به عنوان یک ابزار آموزش هنر توسط خانم روث فیسون شاو، مربی آمریکایی، معرفی شد.  او تکنیک نقاشی با انگشت را در رم، ایتالیا گسترش داد و سپس در سال 1931 اقدام به ثبت اختراع یک رنگ غیر سمی ایمن در سال 1931، نمود.  
خانم شاو پس از توسعه ابزار پرکاربرد خود برای کودکان، توجه خود را به مزایای درمانی آن معطوف کرد. خانم شاو، به درخواست کارل منینگر،  در مدرسه ساوتارد در بنیاد منینگر در توپکا ، کانزاس ، ایالات متحده تدریس کرد و سپس به عنوان مشاور بخش روانپزشکی در بیمارستان مموریال در دانشگاه کارولینای شمالی در چپل هیل خدمت کرد. زمانی که در بیمارستان مموریال کار می کرد، با روانشناس جان توماس پین آشنا شد. پین در سال 1969 جانشین خانم شاو شد و تا زمان مرگش در سال 2000، به کار خود ادامه داد.
امروزه فعالیت هنری خانم شاو و آقای پین در مدرسه و استودیو شاو در دورهام، ایالت کارولینای شمالی آمریکا ادامه دارد. موسس و مدیر آن، برایان کری ، از سال 1986 تا 1993 نزد پین شاگردی کرد. به پیشنهاد پین، کری هفت سال از عمر خود را به تحقیق در مورد خانم شاو به عنوان یک هنرمند تاریخی، معلم و درمانگر اختصاص داد. کری و دستیارش جنیفر فالچی با سفر کردن، به آموزش سنت شاو_پین ادامه میدهند. آنها روش‌های تجلی هنری و شفای عاطفی را به افراد در هر سن و توانایی آموزش میدهند.

## تکنیک

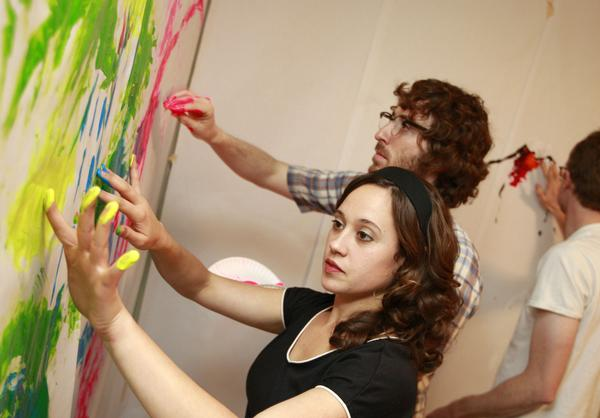
نقاشی با انگشت بزرگسالان

گرچه از نام نقاشی با انگشت بنظر می رسد که در این تکنیک صرفا از  انگشتان استفاده می شود، اما استفاده تخصصی از این تکنیک باعث استفاده از دست ها و پایین بازوها نیز می شود. استفاده از کل بازو باعث روان شدن رنگ روی کاغذ، برای مدل‌سازی دقیق‌تر با انگشتان و سایر قسمت‌های دست، می شود. گاهی برای به دست آوردن بافتی خاص، از اسفنج ، پارچه و ابزارهای دیگر نیز استفاده می شود.
برخی از هنرمندان صرفا از دستان خود برای نقاشی با انگشت استفاده می کنند. آنها اینکار را به عنوان راهی برای انس گرفتن بیشتر با نقاشی می دانند. این هنرمندان از رنگ انگشت هالی رایج استفاده نمی کنند. این سبک، که به آن "هنر بی پروا" می گویند، به عنوان زیرشاخه ای از هنر خام طبقه بندی می شود. نقاشان این تکنیک، مانند تایلر رمزی قول داده اند که هیچ گاه قلم مو را لمس نکنند. با وجودی که این هنرمندان از ابزارهای نقاشی استفاده نمی کنند، اما استفاده از دستکش های جراحی برای ایمنی در زمان استفاده از روغن های سمی رایج است. تایلر رمزی ادعا می‌کند که «رد کردن قلم‌ها به نقاش این فرصت را می‌دهد تا از منظری تازه به این هنر نزدیک شود». 

در سال 2002 ، "هنر بی پروا" برای رد این ایده که "همه چیز قبلا انجام شده است" آغاز شد.
نیک بنجامین از هنرمندان نقاشی با انگشت، گفته است که "ترجیح می دهم با استفاده از انگشتانم نقاشی کنم، زیرا این تکنیک منجر به پیوند واقعی بین هنرمند و اثر هنری می گردد و ترکیب پیچیده ای که ایجاد می کند با قلم مو قابل دستیابی نیست".
هنرمند نقاشی خام،  جیمی لی  سودوت توضیح  داد که علت اینکه با انگشتانش نقاشی می‌کرده است، این موضوع بوده که «هیچ‌وقت مثل قلم‌ها فرسوده نمی‌شدند».
طبق تحقیقاتی که در دانشگاه ییل انجام شده است، رنگ انگشتی که به طور مکرر با استفاده از دکالکومانیا روی کاغذ مورد استفاده قرار می گیرد، تمایل به تولید فراکتال ( مجموعه یا الگوی خود مشابه ) دارد. 

## مواد

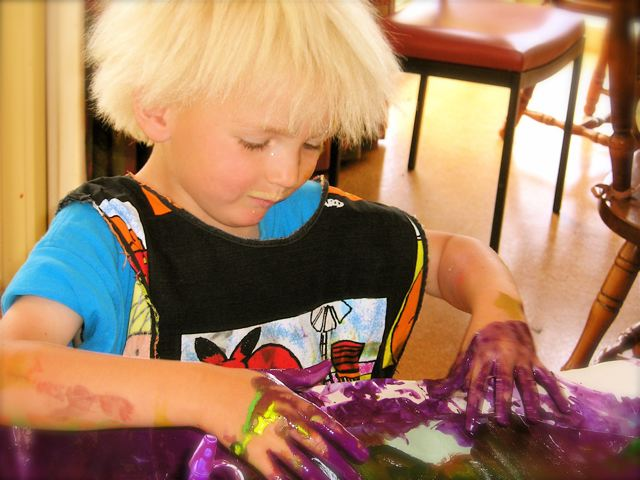
نقاشی انگشت کودک

رنگ انگشتی غیر سمی است و معمولا در بسته بندی های شش رنگ روشن فروخته می شود. رنگ ها را می توان از محصولات خانگی غیر سمی مانند آرد یا نشاسته ذرت نیز تهیه کرد. 
برای این کار باید آرد و آب سرد را داخل یک قابلمه بریزید و قابلمه را روی شعله متوسط اجاق گاز قرار دهید و مواد داخل آن را هم بزنید تا کاملاً یکدست و خمیری شود.
می توان با افزودن آب بیشتر خمیر را شل تر کرد. در ادامه مقداری از خمیر را در ظرف های جداگانه ریخته و رنگ خوراکی به آن اضافه کنید. 
راه حل دیگر که بسیاری از مادران از آن استفاده می کنند، استفاده از ماست و رنگ خوراکی می باشد. ماست را داخل ظرف های کوچک بریزید و به آن رنگ های خوراکی اضافه نمایید. کودک شما عاشق این رنگ انگشتی خواهد شد.
برخی از مراکز مراقبت از کودکان از پودینگ فوری به عنوان رنگ انگشت استفاده می کنند. با این روش ها دیگر نیازی نیست که نگران تماس دستان رنگی کودکان با دهانشان باشیم.
- جنبش هنری
- تکنیک های خلاقیت
- لیست گران ترین نقاشی ها